# Der Jubelsenior

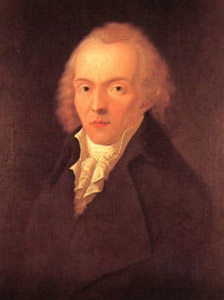
Jean Paul (1763–1825)

Der Jubelsenior ist eine Idylle von Jean Paul aus dem Jahr 1797. Das Werk gehört zu den neun Büchern, die der Autor zwischen dem „Hesperus“ und dem „Titan“ geschrieben hat. Seit 1794 hatte sich Jean Paul mit dem Stoff beschäftigt und den Text im letzten Quartal 1796 verfasst. Bevor Johann Gottlob Beygang das Buch ausliefern konnte, machte die Leipziger Zensurbehörde noch Einwände.

## Inhalt

### Handlung
Am 3. September 1796 kämmt Alithea Zwicki in dem Walddorf Neulandpreis im Garten Preiselbeeren. Ein Konsistorialbote kommt vorbei und spricht das junge Mädchen an. Alithea ist die Pflegetochter des Pfarrers Schwers. Der Bote bringt frohe Nachricht. Ingenuin, der jüngste Sohn des Seniors Schwers, ist nach dem Wortlaut der überreichten Urkunde vom Landesherrn als Nachfolger des Vaters im Pfarramt Neulandpreis vorgesehen. Acht Gulden Botenlohn können nicht aufgebracht werden. Alithea gibt als Ersatz ihr Schmuckgold gerne her. Eigentlich könnte das Liebespaar Ingenuin und Alithea nun heiraten. In Theodosia, der lieben Mutter Ingenuins, hat das junge Paar beim Vater Schwers eine warmherzige Fürsprecherin. Der Senior bittet, mit der Verlobung noch zwei Wochen zu warten. In vierzehn Tagen wird im Pfarrhaus Neulandpreis ein Doppeljubiläum gefeiert. Dann wird der Pfarrer fünfzig Jahre im Amt sein und kann am selben Tag mit Theodosia das 50-jährige Ehejubiläum begehen.
Die Standeserhöhung wird vom Landesherrn nicht bestätigt. Der Konsistorialbote erweist sich als Urkundenfälscher. Nun ist guter Rat teuer. Jean Paul kann nicht anders – er mischt sich in die laufende Handlung ein. Also begibt sich der „Profanskribent“ in die Residenz des Fürstentums Flachsenfingen, dringt bis zum Landesherrn Jenner vor und bittet um Ingenuins Ernennung. Jenner ist dem Jean-Paul-Leser aus dem „Hesperus“ bekannt. Der Bitte wird entsprochen. Fürst Jenner will zur Jubelfeier höchstpersönlich vorbeikommen. Jean Paul ist das gar nicht recht, denn er tritt zu dem Jubiläum als falscher Höfling von Esenbek auf. Am 18. September – dem Jubeltage – erscheint aber anstelle des Fürsten der echte von Esenbek in Neulandpreis. Erstaunt über sein Double übergibt der Hofbeamte eine echte Ernennungsurkunde für Ingenuin.
Die alte Jungfer Amanda Gobertina von Sackenbach, Herrin auf Schloss Neulandpreis, hatte in ihrer Jugend von Esenbek geliebt. Der Höfling wollte seinerzeit „gern weibliche Festungen“ erobern, „aber nicht als Festungsgefangener der Ehe drinnen hausen“. Als der falsche Esenbek alias Jean Paul am Jubeltage auf der Feier des Doppeljubiläums erschienen war, wollte Fräulein von Sackenbach ein leidiges Problem aus der Welt schaffen – die vor Jahrzehnten mit von Esenbek ausgetauschten Liebesbriefe. Also hatte die Jungfer die von Esenbek erhaltenen Briefe übergeben und hatte dafür ihre Briefe gewollt. Jean Paul hatte die Kuverts mit den Briefen leider nicht dabei. Als der Schwindel mit dem falschen Herrn von Esenbek auffliegt, erbittet das alte Fräulein ihren Schriftverkehr von Jean Paul zurück. Der Schriftsteller weigert sich. Bei ihm als Publizisten seien von Esenbeks Liebesbriefe in den besseren Händen. Notfalls könne er mit den erotischen Papieren den Schreiber erpressen. Gäbe der Hofmann die Briefe des Fräuleins nicht heraus, könnte Jean Paul androhen, an die Öffentlichkeit zu treten.

## Zitat
„Das Sehnen nach Liebe ist selber Liebe.“

## Selbstzeugnis
Der „Wutz“ sei Jean Pauls „Leithammel“ aller seiner nachfolgenden „romantischen Helden“. Das träfe auch für den „Jubelsenior“ zu.

## Form
Die Idylle besteht aus fünf Berichten, vier Briefen Jean Pauls sowie – bei dem Autor in der Regel obligatorisch – einer verklausulierten Vor- und einer Nachrede. Für Spaß ist gesorgt. Jean Paul wirft sich mit Voltaire in einen Topf und gesteht: „Wenige verstehen mich.“ Dabei gibt er sich alle erdenkliche Mühe, „endlich die Neugierde des Lesers“ aufzuregen. Aber ehrlich gesagt, jener Leser muss sich – wie stets bei Jean Paul – durch ein fast undurchdringliches Textdickicht arbeiten. Dabei geht es nach jeder Abirrung darum, den immer wieder verlorenen spärlichen Handlungsfaden erneut aufzufinden. Zwar verspricht der Autor: „Ich komme zur Geschichte“, doch wenig später geht es wieder hinein ins schwer verständliche oben genannte beinahe undurchdringliche Gewirr. Im letzten Kapitel wird dann das „Zentralfeuer“ geschürt. Jean Paul schreibt höchstens am Rande über den Titel gebenden „Jubelgreis“. Vielmehr geht es dem „Bücherschreiber“ um die anderen oben genannten Figuren, doch auch um Schriftsteller, Rezensenten, Poesie, Misswirtschaft innerhalb der Kleinstaaterei und die „Erbverbrüderung der Kollegien und Machthaber in Residenzstädten“. Wenn sich Jean Paul auch zur Leserbelustigung andauernd als großer Schreiberling feiert, so kann der Text dennoch als bittere Gesellschaftskritik gelesen werden: „Noch besser und feuriger aber würd' ich geschrieben haben, wär' ich wirklich dahin gezogen, wo ich mich einmal ansiedeln wollte – nach Paris! Dort hat man nicht Zeit, sich durch drei Meisterstücke zu verewigen; durch eines muß man es erringen, weil dort die ewigen Freudenfeuer des Genusses den Lebensfaden versengen und die Guillotinen ihn zerschneiden, besonders als Robespierre über das Land mit dem Kometenschweif ging…“
Der Leser, der durchhält, wird trotz alledem mit poesievoller Prosa belohnt. So schreibt Jean Paul über den Jubelsenior: „Sein Haupt bog sich nicht, sein Blick senkte sich nicht, als er täglich tiefer in die Minotaurus-Höhle des Alters hineinging, in der der Schwertstreich des Todes ihn suchte im Finstern,…“ Als während der Jubelfeier ein kleiner Junge gebeten wird, ein paar schöne Hochzeitswünsche vorzulesen, schreibt Jean Paul, die Stimme des Enkels „klang rührend wie ein redendes Herz, und zu den zwei veralteten Menschen, die schon so tief drunten unter der dumpfigen Erde standen, wehten die Töne und Lüfte der freien hellen Jugend hinab, wie sich in die Bergwerke der Blüthenduft des äußern obern Frühlings zieht.“

## Rezeption
Karl Wilhelm Reinhold zählt 1807 das Werk neben dem Titan und den Flegeljahren zu den „trefflichen Werken“ Jean Pauls. Görres nennt das Werk 1811 einen „Akkord der Erdenoper“. Nach Börne (1825) wird das „enge Glück“ eines Deutschen beschrieben. Hettner hebt 1870 in dem Text die „köstlichen kleinen Genrebilder“ hervor.
Das Jubelpaar erinnert Zeller an Philemon und Baucis. Vorbild des Pfarrers Schwers sei der redliche Pfarrer von Grünau aus der 1795 erschienenen Idylle „Luise“ von Johann Heinrich Voß. Zeller entschuldigt Jean Pauls oben im Kapitel „Form“ genannte Aberrationen als „literarische Montage“.
Von den Idyllen seien das „Leben des Quintus Fixlein“ und das „Leben des vergnügten Schulmeisterlein Maria Wutz in Auenthal“ schöner als der „Jubelsenior“. Jean Paul wisse, was er als Autor leistet. Und wenn er dann als falscher Adeliger (von Esenbek) auftritt, offenbare sich darin auch die schmerzliche Erkenntnis seiner Position im gesellschaftlichen Abseits. Auf Geheiß eines Zensors habe Jean Paul am Text ändern müssen.

### Textausgaben
Erstausgabe
- Jean Paul: Der Jubelsenior. Ein Appendix. Mit einer gestochenen Titelvignette von Johann Adolph Roßmäßler (1770–1821). 397 Seiten. Johann Gottlob Beygang (1755–1823), Leipzig 1797

Verwendete Ausgabe
- Jean Paul's Werke. Sechster Theil. Der Jubelsenior. 132 Seiten. Gustav Hempel, Berlin (ohne Jahreszahl, Vermerk der Bibliothek: 1879). Fraktur. Druck von B. G. Teubner in Leipzig. Der Band enthält noch Teil 4 Auswahl aus des Teufels Papieren von Jean Paul (Pseudonym J. P. F. Hasus, 301 Seiten) und Teil 5 (Jean Paul's biographische Belustigungen unter der Gehirnschale einer Riesin. Eine Geistergeschichte (24. Februar 1796, 127 Seiten))

Ausgaben
- Jean Paul: Sämmtliche Werke, Bd. XX: Der Jubelsenior. Ein Appendix. 202 Seiten. Reimer, Berlin 1826
- Der Jubelsenior. Ein Appendix. S. 409–559 in: Norbert Miller (Hrsg.): Jean Paul. Sämtliche Werke. Abteilung I. Vierter Band. Kleinere erzählende Schriften 1796–1801. Wissenschaftliche Buchgesellschaft, Darmstadt 2000 (Lizenzgeber: Carl Hanser, München 1962 (4. Aufl. 1988)). Ohne ISBN (Bestellnummer 14965-3, 1263 Seiten)

### Sekundärliteratur
- Günter de Bruyn: Das Leben des Jean Paul Friedrich Richter. Eine Biographie. Halle (Saale) 1975, ISBN 3-596-10973-6
- Peter Sprengel (Hrsg.): Jean Paul im Urteil seiner Kritiker. Dokumente zur Wirkungsgeschichte Jean Pauls in Deutschland. Beck. München 1980, ISBN 3-406-07297-6
- Gerhard Schulz: Die deutsche Literatur zwischen Französischer Revolution und Restauration. Teil 1. Das Zeitalter der Französischen Revolution: 1789–1806. München 1983, ISBN 3-406-00727-9
- Christoph Zeller: Allegorien des Erzählens. Wilhelm Raabes Jean-Paul-Lektüre. Metzler, Stuttgart 1999, ISBN 3-476-45218-2.

## Anmerkung
1. ↑  Johann Heinrich Voß: Luise, Kapitel 2